# Sailing to Philadelphia
Albums de Mark Knopfler
Golden Heart
(1996) The Ragpicker's Dream
(2002)
Sailing to Philadelphia est le second album studio en solo de Mark Knopfler, ancien leader du groupe Dire Straits, sorti en 2000.
On y retrouve deux duos : avec Van Morrison sur The Last Laugh et avec James Taylor sur Sailing to Philadelphia. Par ailleurs, Guy Fletcher, fidèle acolyte de Knopfler depuis les beaux jours de Dire Straits, est toujours présent aux claviers.

## Historique
Le titre de l'album est inspiré par un roman de l'écrivain Thomas Pynchon où figurent les personnages de Charles Mason et Jeremiah Dixon, deux géomètres anglais qui ont établi les limites entre la Pennsylvanie et le Maryland, le Delaware et la Virginie durant les années 1760. Cette limite est connue sous le nom de Mason-Dixon Line, la « ligne Mason-Dixon ».
L'album marque la fin du contrat de management avec le manager historique de Dire Straits Ed Bicknell, et la société Damage Management cesse ses activités.
What It Is dont le riff de guitare rappelle par certains côtés le Dire Straits des débuts est choisi comme single. L'édition maxi single comporte en plus trois titres studio inédits :
- The Long Highway, interprétée dès 1991 à la radio (Timothy White sessions) ainsi que les deux premiers soirs de la tournée On Every Street, en 1996 elle est régulièrement couplée à Going Home qui termine les concerts.
- Let's See You
- Camerado

L'album sort aux États-Unis et au Royaume-Uni dans des versions différentes. Dans le premier cas, l'ordre des titres est remanié et Do America jugée plus adaptée pour le marché américain remplace One More Matinee. Dans le second cas Do America est rajoutée à la version internationale afin de décourager le public anglais à se procurer l'album en import.

## Liste des chansons
Toutes les chansons sont écrites et composées par Mark Knopfler.

### Version internationale
1. What It Is – 4:57
2. Sailing to Philadelphia – 5:29
3. Who's Your Baby Now – 3:05
4. Baloney Again – 5:09
5. The Last Laugh – 3:22
6. Silvertown Blues – 5:32
7. El Macho – 5:29
8. Prairie Wedding – 4:26
9. Wanderlust – 3:52
10. Speedway at Nazareth – 6:23
11. Junkie Doll – 4:34
12. Sands of Nevada – 5:29
13. One More Matinee – 3:57

### Royaume-Uni
1. What It Is – 4:57
2. Sailing to Philadelphia – 5:29
3. Who's Your Baby Now – 3:05
4. Baloney Again – 5:09
5. The Last Laugh – 3:22
6. Do America – 4:12
7. Silvertown Blues – 5:32
8. El Macho – 5:29
9. Prairie Wedding – 4:26
10. Wanderlust – 3:52
11. Speedway at Nazareth – 6:23
12. Junkie Doll – 4:34
13. Sands of Nevada – 5:29
14. One More Matinee – 3:57

### USA
1. What It Is – 4:57
2. Sailing to Philadelphia – 5:29
3. Who's Your Baby Now – 3:05
4. Baloney Again – 5:09
5. The Last Laugh – 3:22
6. Do America – 4:12
7. El Macho – 5:29
8. Prairie Wedding – 4:26
9. Wanderlust – 3:52
10. Speedway at Nazareth – 6:23
11. Junkie Doll – 4:34
12. Silvertown Blues – 5:32
13. Sands of Nevada – 5:29

## Personnel
- Mark Knopfler - chant, guitare
- Richard Bennett - guitares
- Paul Franklin - guitare pedal steel, guitare Lap steel
- Glenn Worf – basse
- Jim Cox - piano et orgue
- Guy Fletcher – claviers, chœurs
- Chad Cromwell – batterie
- James Taylor - chant sur Sailing to Philadelphia
- Van Morrison - chant sur The Last Laugh
- Gillian Welch et David Rawlings – chant sur Prairie Wedding et Speedway at Nazareth
- Glenn Tilbrook et Chris Difford – chant sur Silvertown Blues
- Aubrey Haynie – violon sur What It Is et Speedway at Nazareth